# Cayuse
 Ovo je glavno značenje pojma Cayuse. Za druga značenja pogledajte Cayuse (razdvojba).
Cayuse (Wailetpu).- /Ime nepoznatog značenja (Swanton); Prema Rubyju dolazi od francusko-kanadske oznake za stijenu ili kamen 'cailloux'. Yeletpo (Lewis i Clark). Sami sebe nazivaju 'Te-taw-ken' u značenju 'we, the people' (Ramsey 1977). Molala naziv za njih bio je Haí`luntchi./ Pleme američkih Indijanaca porodice Waiilatpuan (Velika porodica Penutian) nekada nastanjeno u dijelovima sjeveroistočnog Oregona i jugoistočnog Washingtona, odnosno na gornjoj Grande Ronde i zapadno prema Deschutes Riveru, gdje za susjede imaju pleme Molala. Prvu misiju među Cayusima podiže 1836. Marcus Whitman. Jedanaest godina kasnije (1847) dolazi do napada Cayusa na misiju u kojem su ubili Whitmana i njegove pomoćnike. Povod napadu bila je epidemija boginja koja ih je pogodila. Naseljenici na Whitmanov pokolj odgovore ratom koji je potrajao od 1848 do 1855.  rat povede izvjesni Cornelius Gilliam uz podršku Američke armije. Godine 1850 vođe napada na Whitmanovu misiju  (Tiloukaikt, Tomahas, Klokamas, Isaiachalkis i Kimasumpkin) obješeni su 3. lipnja 1850. Rat se ipak nastavio sve do 1855. kada su Cayusi konačno poraženi. Onio se ipak još 1855 upliću u Yakima War i 1878 u Bannock War. U novije doba (2000) njih oko 400 živi na rezervatima Nez Perce u Idahu i Umatilla u Oregonu.
Rana Cayuse populacija (1700) iznosila je oko 500, da bi 1910 njihov broj spao na tek 298 (popis). 
Vrsta malenoga konja (cayuse) po njima je dobio ime. 

## Etnografija
Pleme Cayuse pripadaju po kulturi plemenima Platoa, surovog područja čija su ljeta vruća a zime duge i hladne. Kulturu Platoa izvorno karakterizira ribolov i kopanje jestivog korijenja, tipično plemenima kao što su Nez Percé, Walla Walla, Umatilla, Tyigh, etc.  Pristizanjem konja na sjevernu preriju počinje trgovina konjima s prerijskim Indijancima. Dobivši konje Cayuse postaju mnogo mobilniji u svojim sezonskim seobama u potrazi za izvorima hrane. Mnogi Umatille, Walla Walle i Cayuse postaju vrsni konjogojci i jahači koja posjeduju velika krda ovih životinja.

## Vanjske poveznice
- Cayuse Indian Tribe History
- Oregon History- Cayuse Indian War
- Cayuse History  Arhivirana inačica izvorne stranice od 5. rujna 2006. (Wayback Machine)